# Інтерв'ю (журналістика)
Інтерв'ю (англ. interview — букв. «зустріч, бесіда» від лат. inter — «між, поміж» — префікс, що має значення взаємодії, взаємонаправлення, перебування поміж кимось або чимось, вживається у складних словах для позначення проміжної ситуації + view — вид, погляд, думка) — бесіда кореспондента (інтерв'юера) з однією чи кількома особами, яка становить суспільний інтерес.

## Визначення поняття
Термін «інтерв'ю» в науці й журналістській практиці прийнято вживати у двох значеннях:
1. Метод збирання (у журналістиці, соціології, психології) або поширення (у Public relations) інформації;
2. Поширений у всіх видах ЗМІ журналістський жанр інформаційної групи.

Інтерв'ю (у першому значенні терміна) є головним методом отримання журналістом фактів, сутність якого полягає в здобутті новин і повідомлень завдяки усному спілкуванню суб'єкта (кореспондента) з об'єктом (політичним діячем, науковцем, спортсменом, артистом тощо).[1]
Цей метод дає від 80 до 90 відсотків потрібної журналістові інформації. У цьому ракурсі вся журналістська робота — суцільне інтерв'ю.
Професійний журналіст мусить бути гарним комунікатором, адже його діяльність складається з розмов із людьми й описування (або викладу) почутого. До проблем творчості, майстерності журналіста входить не лише безпосереднє створення тексту, але й мистецтво збирати матеріал для нього, тобто мистецтво спілкування.
Інтерв'ю (у другому значенні терміна) є журналістським жанром, що представляє суспільно вагому новину у вигляді відповідей особи на запитання журналіста. Один із найпоширеніших серед великоформатних інформаційних жанрів як у пресі, так і в аудіовізуальних ЗМІ та Інтернеті. Журналістикознавці відзначають як позитивну загальну тенденцію сучасної журналістики — зміцнення інформаційної основи ЗМІ та посилення діалогічності. Інтерв'ю тут відіграє чи не найпершу роль, ставши домінуючим жанром на сторінках преси, в ефірі та Інтернеті, набуваючи форм розгорненого діалогу з аудиторією (численні ток-шоу, «прямі лінії», опитування тощо). [2]
Повне визначення інтерв'ю виглядає так:

Інтерв'ю — один з інформаційних жанрів журналістики та публіцистики, у якому подається вільний виклад розмови журналіста з особою, думки або коментарі чи враження якої з певних актуальних життєвих питань являють громадський інтерес і призначені для публікації у пресі, показу на телебаченні, трансляції по радіо, використання в Інтернеті тощо.

## Об'єкт інтерв'ю
Ключовою особою для інтерв'ю є та особа, яка або є найбільш компетентною чи проінформованою стосовно даної події, ситуації, проблеми, або спроможна представити громадську думку чи позицію соціальної, національної чи іншої групи. Як правило, інтерв'ю передбачає отримати більше інформації, ніж насправді хоче дати співрозмовник.
Перед ЗМІ постійно стоїть завдання сказати ширшій громаді те, чого вона не знає, не розуміє. І тому інтерв'ю повинно прямо і безпосередньо виконувати саме цю функцію. Журналіст, окрім оперативного поточного інформування про події, повинен постійно шукати і спонукати розкритися тих людей, які знають більше, уміють робити свою справу краще, ефективніше, ніж інші. Вони, зазвичай, рідко беруться за перо, не рвуться до мікрофона. Допомогти цим людям поділитися з іншими своїми думками та поглядами повинен журналіст, зокрема за допомогою інтерв'ю.

## Класифікація інтерв'ю

### Типи інтерв'ю
Якщо розглядати інтерв'ю як метод збирання й отримання інформації і одночасно як журналістський жанр інформаційної групи, то можна виділити такі його типи (за способом і метою отримання):
- інтерв'ю на робочому місці;

- інтерв'ю вдома в об'єкта;

- інтерв'ю в редакції;

- інтерв'ю по телефону;

- інтерв'ю в інтер-ситуаціях (наприклад, за обідом чи вечерею в ресторані, під час прогулянки тощо);

- інтерв'ю не для запису (але інформацію, отриману під час бесіди, можна використати);

- інтерв'ю не для запису й використання (мета його — лише розібратися в питанні, зрозуміти дію прихованих механізмів або вийти на інші джерела інформації). [1]

### Види інтерв'ю
Відповідно до структури тексту відрізняють такі види інтерв'ю:
- Інтерв'ю-монолог виглядає як відповідь-повідомлення чи заява у вигляді суцільної розповіді інтерв'юйованого у відповідь на питання, запропоноване журналістом, яке було сформульоване на початку матеріалу, у вступі, разом з представленням співрозмовника і теми для обговорення. Текст являє собою потік мовлення однієї особи, яка сповідується, коментує щось, розгорнуто викладає свою позицію, міркує вголос тощо. Журналіст не втручається в цей потік прямої мови, дає можливість інтерв'юйованому висловитися.

- Інтерв'ю-діалог являє собою бесіду за схемою «питання + відповідь». Журналіст одночасно з основними питаннями ставить співрозмовнику уточнюючі, додаткові питання, за їх допомогою направляє бесіду в потрібне русло, з'ясовує деякі нюанси, цікаві деталі, факти, що надає процесу розмови відповідної драматургії, інтонаційного багатства і робить матеріал розмови сюжетним, інтригуючим.

- Інтерв'ю-полілог відтворює бесіду кількох співрозмовників, обмін думками трьох і більше людей на одну тему. Вони або доповнюють один одного, або полемізують, спростовують сказане попередником. Подібний матеріал багатовимірний, об'ємний, фабульний, дає можливість побачити панораму позицій, оцінок, їх розбіжності чи збіги.

Крім цих трьох основних видів інтерв'ю, які класифікують жанр залежно від кількості мовників, більшість жанрологічних джерел виділяють ще такі, досить поширені різновиди інтерв'ю (залежно від способу спілкування і форми викладу журналістом розмови, яка відбулася)[3]:
- Інтерв'ю-повідомлення — лаконічний виклад бесіди кореспондента з тією чи іншою особою.

- Інтерв'ю-зарисовка — значно розширює текстові можливості журналіста: крім змісту бесіди, передбачається також розкриття обставин, за яких відбулася розмова. Під час бесіди журналіст може не лише ставити питання, але й висловлювати свою думку, коментувати факти, про які йде мова, щось згадувати, проводити паралелі, давати короткі характеристики свого співрозмовника, кількома штрихами створювати його портрет, звертатися до читача (глядача, слухача) і т. ін.

- Інтерв'ю-роздум — розгорнутий коментар компетентної особи до факту, події, проблеми тощо.

- Інтерв'ю-анкетування (опитування) — масовий вид інтерв'ю, своєрідна заочна бесіда.

- Усе поширенішим у вітчизняній журналістській практиці стає і так зване контрв'ю або конфронтаційне інтерв'ю (контр… — від лат. contra — «проти» — префікс, що означає протилежність, протистояння + англ. view — «вид, погляд, думка») — дебати, сперечання, гостра дискусія двох або кількох співрозмовників, своєрідна словесна дуель, конфронтація учасників бесіди. Цей вид інтерв'ю дуже популярний в США та Великій Британії, але останнім часом конфронтаційні інтерв'ю все частіше з'являються і на українських телеканалах.

## Робота журналіста над інтерв'ю

### Етапи
1. Вибір теми (задум).
2. Підготовка до інтерв'ю (попередній збір інформації, розробка детального плану бесіди, домовленість з об'єктом інтерв'ю про зустріч).
3. Безпосередня розмова (запис бесіди на диктофон, відеокамеру тощо).
4. Розшифровка, перегляд запису.
5. Вивчення тексту розмови, виділення в ньому найбільш вагомих висловів, вдалих шматків, яскравих прикладів, цікавих місць.
6. Монтаж виділених фрагментів відповідно до обраної теми і композиції інтерв'ю.
7. Презентаційне оформлення скомпонованого тексту розмови (вибір заголовка, підзаголовків, рубрики, фотоілюстрацій і текстівок до них, написання преамбули, розстановка авторських ремарок тощо).
8. Шліфування готового тексту інтерв'ю (видалення повторюваних слів і фраз; перевірка наведених цифр, імен, назв, цитат; стилістичне редагування).
9. Візування остаточного варіанту тексту у співрозмовника (це по суті є дозвіл на оприлюднення матеріалу, без якого публікувати текст інтерв'ю не можна ні за яких обставин).
10. Подання завізованого матеріалу до редакції.
11. Контроль за виходом інтерв'ю у світ, збір відгуків, архівація.

### Правила проведення інтерв'ю
Журналіст-інтерв'юер має у своїй роботі обов'язково дотримуватись кількох правил інтерв'ю:
1. Ніколи не йти на інтерв'ю непідготовленим.
2. Ретельно продумувати місце проведення інтерв'ю, стиль одягу й поведінки, час, супровід, ілюстрування бесіди.
3. Починати текст будь-якого інтерв'ю з презентації співрозмовника, назвавши його повне ім'я та прізвище (якщо тільки мова не йде про аноніма), соціальне становище, тему розмови і спосіб її проведення (під час зустрічі, телефоном, через Інтернет, під час прес-конференції тощо).
4. Завжди пам'ятати про «золотий трикутник» інтерв'ю, тобто трьох учасників цього дійства: хто бере інтерв'ю, з ким береться інтерв'ю і для кого, для чого.